# Kosiveț, Horodok
Kosiveț (în ucraineană Косівець) este un sat în așezarea urbană Velîkîi Liubin din raionul Horodok, regiunea Liov, Ucraina.

## Demografie
Componența lingvistică a localității Kosiveț
     Ucraineană (100%)
Conform recensământului din 2001, toată populația localității Kosiveț era vorbitoare de ucraineană (100%).